# Зисен
Зисен (њем. Süßen) град је у њемачкој савезној држави Баден-Виртемберг. Једно је од 38 општинских средишта округа Гепинген. Према процјени из 2010. у граду је живјело 10.057 становника. Посједује регионалну шифру (AGS) 8117049.

## Географски и демографски подаци
Зисен се налази у савезној држави Баден-Виртемберг у округу Гепинген. Град се налази на надморској висини од 360 - 405 метара. Површина општине износи 12,8 km². У самом граду је, према процјени из 2010. године, живјело 10.057 становника. Просјечна густина становништва износи 786 становника/km².

## Међународна сарадња
| Мјесто      | Држава   | Врста сарадње | Од    |
| ----------- | -------- | ------------- | ----- |
| Терекбалинт | Мађарска | партнерство   | 1990. |
| Извор       |          |               |       |